# Walsingham Priory

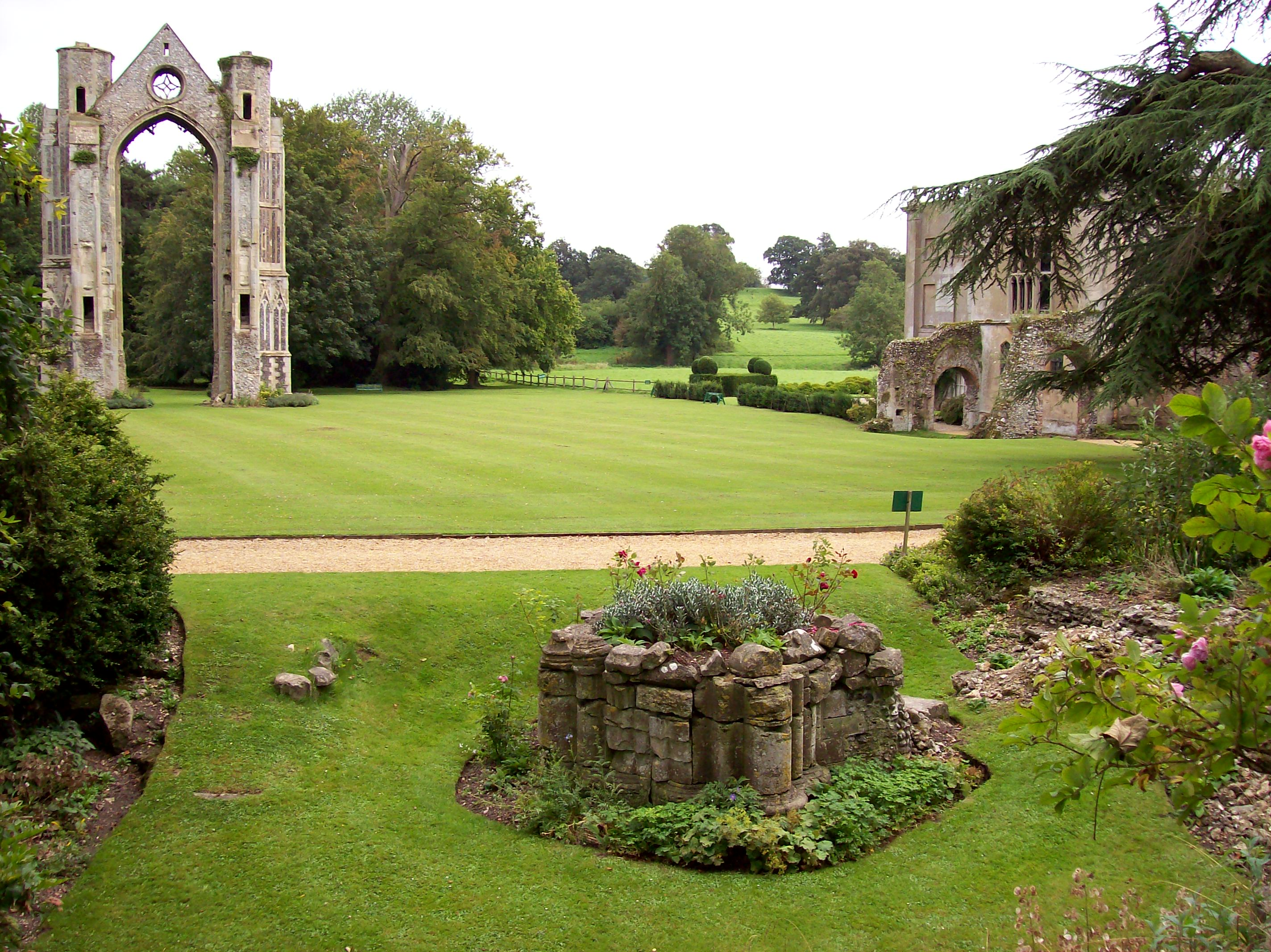
Walsingham Priory

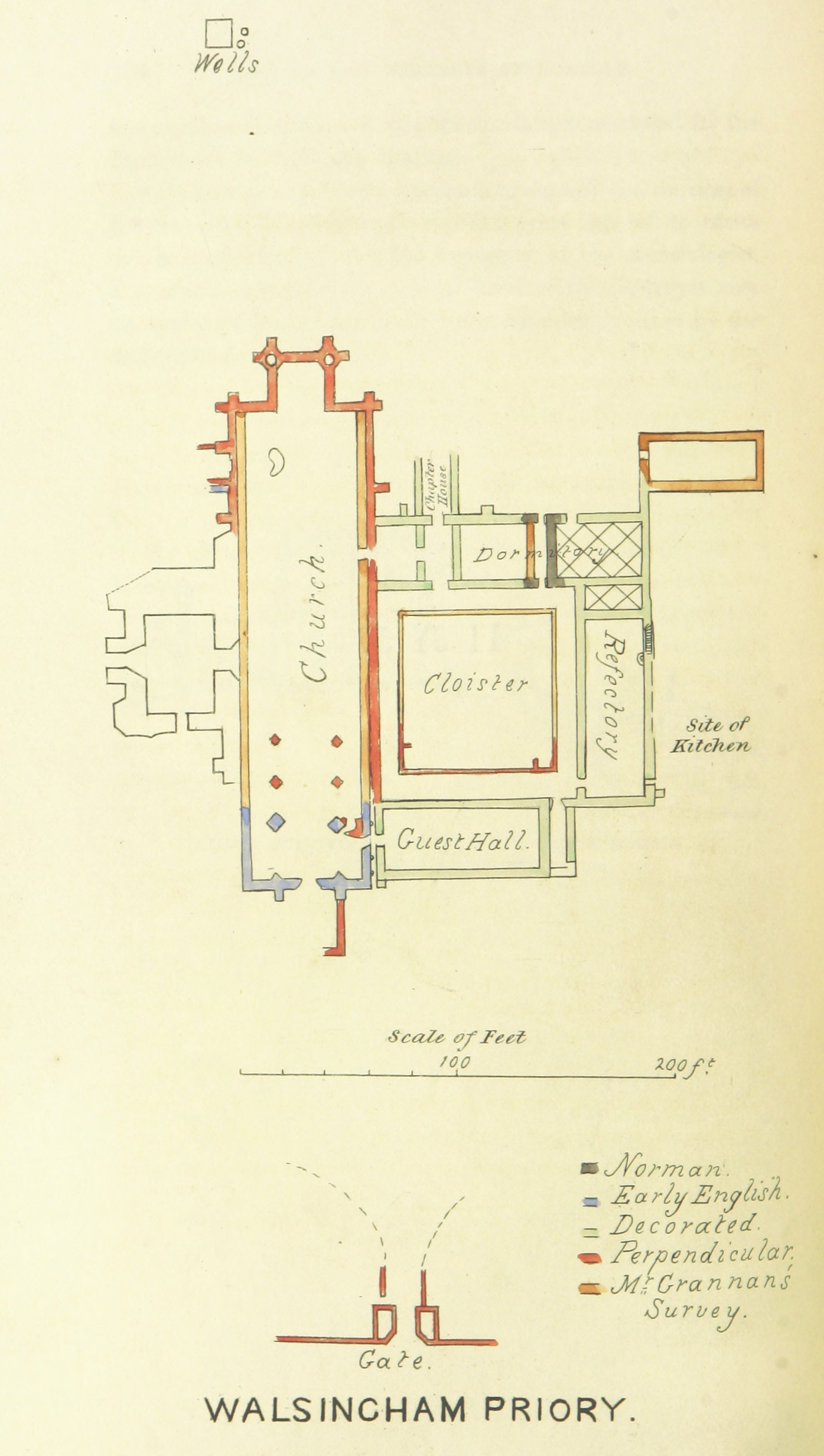
Grundriss der Prioratskirche

Die Walsingham Priory (manchmal auch Walsingham Abbey) war ein mittelalterliches Priorat beim Ort Walsingham in der südostenglischen Grafschaft (county) Norfolk. Erhalten sind nur Ruinen; der aus wenigen Bauten bestehende Komplex ist als Grade-I-Bauwerk eingestuft.

## Lage
Die Walsingham Priory liegt nahe der Nordseeküste etwa 190 km (Fahrtstrecke) nordöstlich von London bzw. 45 km nordwestlich von Norwich in einer Höhe von ca. 20 m.

## Geschichte
Ein Kloster bestand wahrscheinlich schon in der Zeit Eduard des Bekenners († 1066). Es wurde im Jahr 1153 von Regularkanonikern des Augustinerordens übernommen und in ein Priorat umgewandelt, welches wegen eines hier verehrten Heiligtums der Gottesmutter Maria eine bedeutende Wallfahrtsstätte war, zu der auch mehrere Könige und sogar der Gelehrte Erasmus von Rotterdam pilgerten. Im Zuge der Auflösung der englischen Klöster unter Heinrich VIII. († 1547) wurde das Gelände im Jahr 1539 an Thomas Sidney für 90 Pfund verkauft; dieser ließ das Priorat abreißen und ein Wohnhaus errichten.

## Architektur
Von den einst zahlreichen Abteigebäuden sind nur ein Teil der Westfassade der Kirche; ein halb unterirdischer Kapitelsaal (chapter house oder crypt) und einige andere Steinreste erhalten.

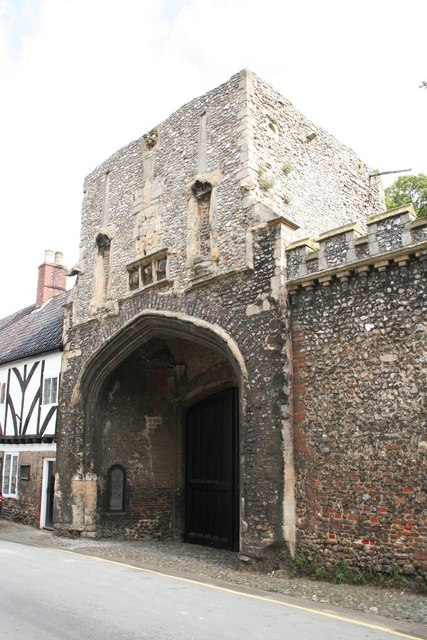
Torhaus
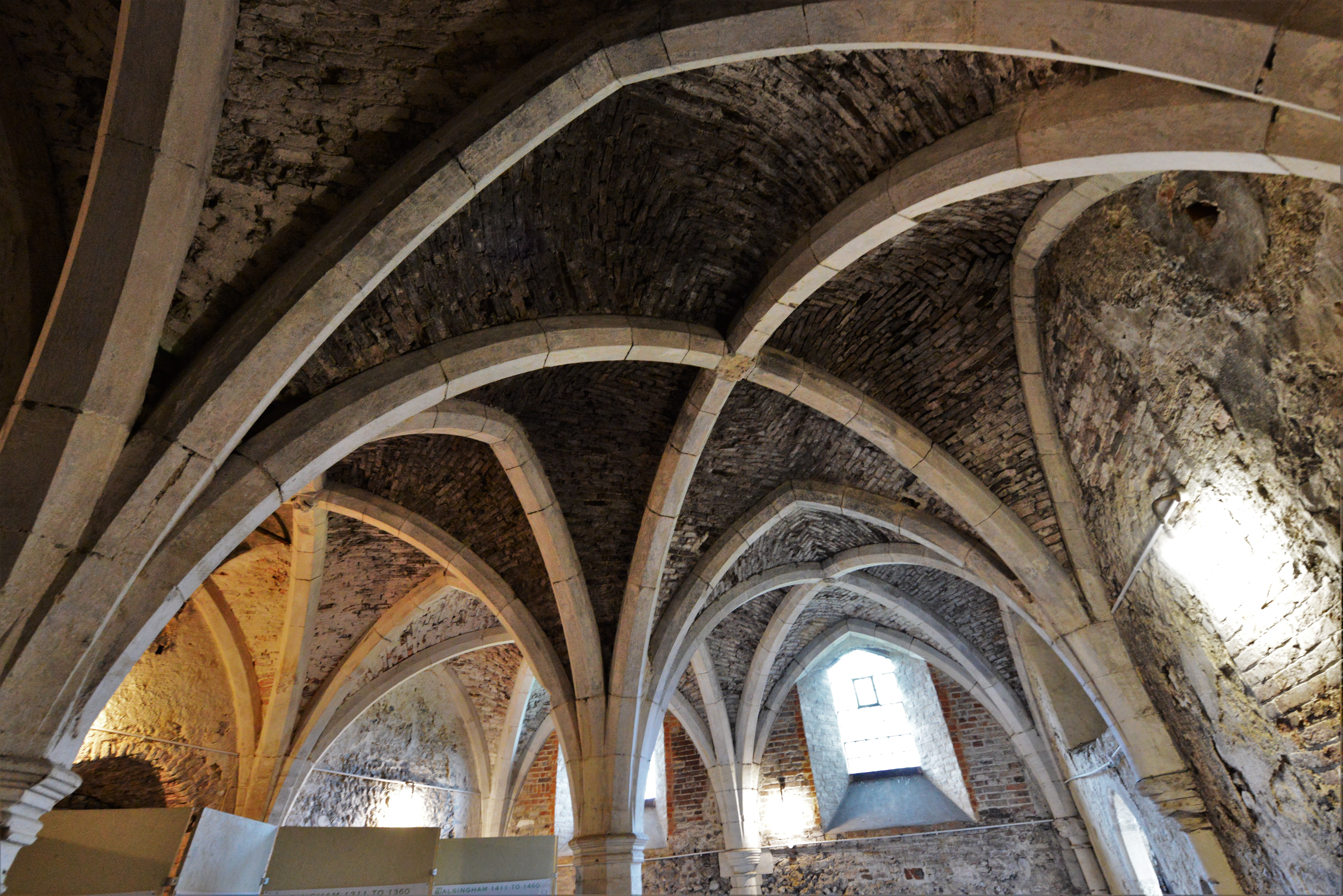
Kapitelsaal oder „Krypta“
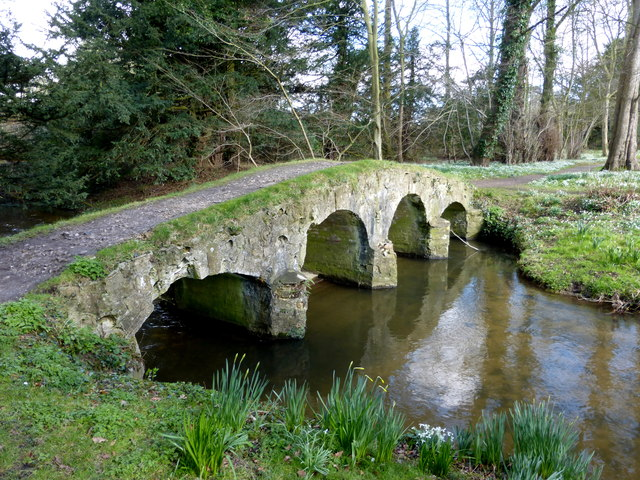
Steinbrücke